# Yahotyn
Yahotyn (em ucraniano:  Яготин) é uma cidade da Ucrânia, situada no Oblast de Kiev. Tem 57,5 km² de área e sua população em 2020 foi estimada em 19.409 habitantes.